# Lanolina

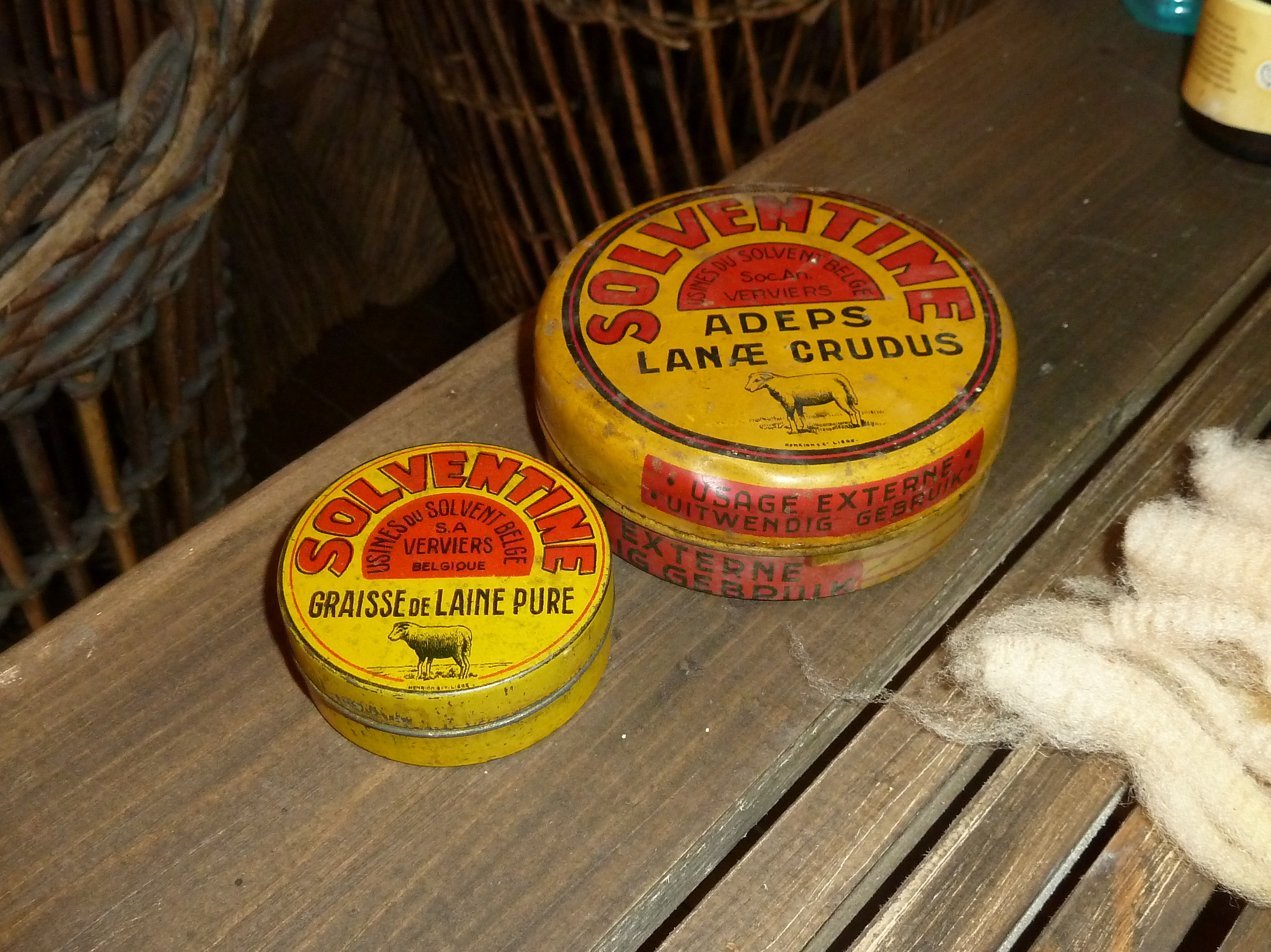
Lata con grasa de lana (adeps lanae), en el Centro turístico de la Lana y la Moda en Verviers, Bélgica.

La lanolina es una cera natural producida por las glándulas sebáceas de algunos mamíferos, especialmente del ganado ovino, preparada y que se aplica para diversos usos industriales, farmacéuticos y domésticos.

## Aspecto y procedencia
También llamada grasa lanar (cuando está en crudo), Adeps Lanae, cera de lana o grasa anhidra de la lana, se trata de una sustancia grasa de textura similar a la de la vaselina, translúcida, cerúlea, untuosa, pegajosa y amarillenta, casi inodora en sus mejores calidades, que se derrite entre 36º y 41,5 °C. Abunda en la lana del ganado ovino en general, pero suele obtenerse de la lana del cordero Ovis aries (L).

## Etimología e historia de la palabra
En español, lanolina es un anglicismo de lanolin, a su vez germanismo cultista generado en alemán a partir del latín lana + oleum + IN (sufijo químico para indicar “sustancia”, aceptado en español como “-ina”), lo cual significa literalmente “sustancia de aceite de lana”. La palabra fue acuñada en 1885 por el físico alemán Mathias Eugenius Oscar Liebreich (1838-1908). Durante una época, se conoció como lanolina una marca registrada como término genérico para una preparación de grasa de oveja y agua. El nombre del producto 'Oil of Olay' le fue puesto por su inventor, Graham Wulff, y deriva del nombre de la lanolina, uno de sus principales ingredientes.

## Composición
Como cera que es, la lanolina es una mezcla de colesterol y ésteres de ácidos grasos químicamente emparentada de cerca con la cera de abeja. En su calidad comercial, si es buena, no contiene más del 0,25% de agua, y puede contener hasta un 0,02% de un antioxidante adecuado.

## Propiedades
Es anhidra, de propiedades hidrófugas, no se enrancia y al mismo tiempo es fácilmente absorbida por la piel humana, a la que suaviza. Aplicada sobre ésta, la protege del aire seco y mantiene la hidratación corporal. Su toxicidad es prácticamente nula, considerándose unos 15 gramos por kilo como probable dosis letal para el ser humano.

## Utilidad

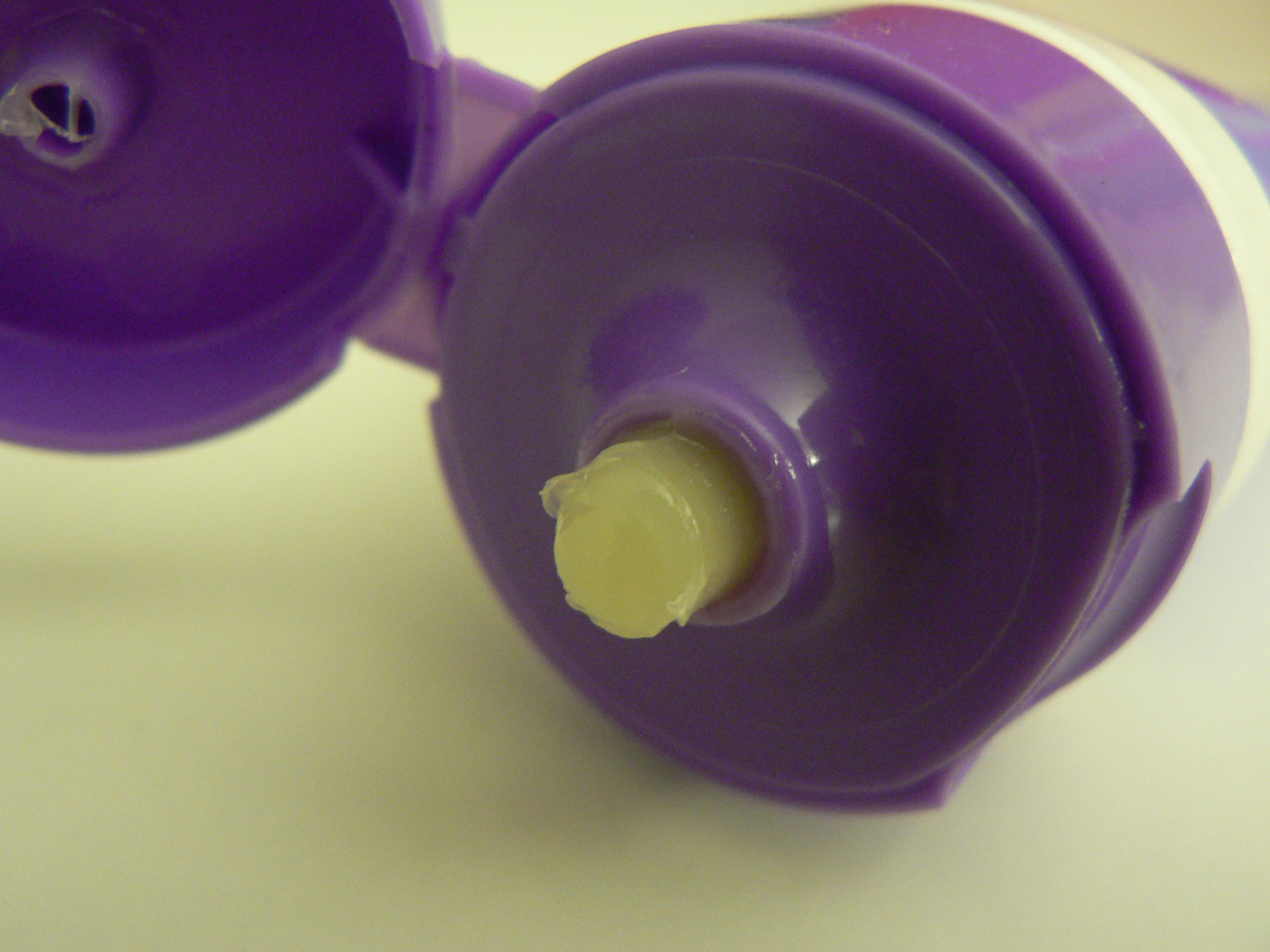
Ungüento de lanolina.

Por sus propiedades anteriormente descritas, se la considera un potente hidratante y emoliente. Como la lanolina en crudo contiene alcoholes que resultan alérgenos para algunas personas, se ha desarrollado lanolina sanitaria, de cuyo uso tópico no se conocen efectos secundarios. Es pura, hipoalergénica y bacteriostática. Como es aplicable sobre pieles secas, ásperas y agrietadas, se utiliza como base o excipiente de pomadas, ungüentos, cosméticos, lubricantes e ingredientes de jabones "súper grasientos". Resulta muy efectiva como emoliente en los pezones llagados o agrietados de las mujeres lactantes. En la medicina popular de algunos lugares, se trata con pequeñas cantidades de lanolina el interior de la nariz para combatir los catarros nasales. Se le han dado otros muchos usos pintorescos no necesariamente equivocados, como por ejemplo la costumbre de los jugadores de béisbol de emplear cremas de afeitar que contienen lanolina como suavizante para el interior de sus guantes. Las reacciones alérgicas a algunos productos cosméticos o higiénicos pueden ser debidas precisamente a la utilización de lanolina insuficientemente refinada o impura.
Además de lo dicho, la gama de utilización de la lanolina es muy amplia, y va desde su aplicación sobre objetos metálicos para preservarlos del óxido hasta como lubricante en las juntas de aparatos sensibles y de fabricación artesanal, como instrumentos musicales de madera (flautas, gaitas, etc). Como eficiente repelente de la humedad, resulta muy útil como grasa lubricante donde, sin ella, la corrosión habría representado un problema. También se usa la lanolina como materia prima para la producción de vitamina D3.

## Producción
La lana de carnero contiene entre el 15 y el 20 % de lanolina en crudo, que constituye aproximadamente del 5 al 25% de la lana recién esquilada. La lana de una oveja merina produce de unos 250 a 300 ml. de grasa lanar útil. La lanolina es un subproducto de la producción de la lana, y su extracción se realiza habitualmente de las lanas cuando estas se procesan en textiles, por ejemplo en el hilado o fieltro. Se extrae por desengrasado de la lana, lavándola en agua caliente y restregándola con una substancia jabonosa o bien con un solvente volátil. Este proceso retira la suciedad, la grasa lanar, las sales producidas por el sudor del animal y todas las demás sustancias adheridas a la lana. La grasa lanar se retira constantemente durante el tratamiento, mediante centrifugadoras que la concentran como una sustancia cerosa amarillenta, aproximadamente a 38 °C.